# Leipula angusta
Leipula angusta är en stekelart som beskrevs av Henry Keith Townes, Jr. 1970. Leipula angusta ingår i släktet Leipula och familjen brokparasitsteklar. Inga underarter finns listade i Catalogue of Life.